# Valdez (Alaska)

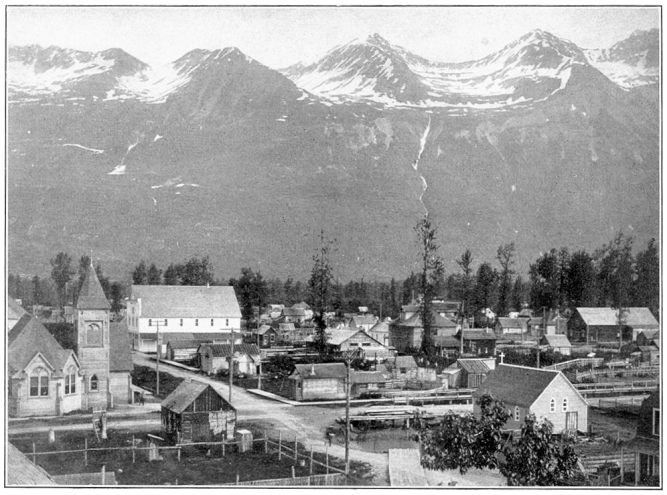
Valdez anno 1905

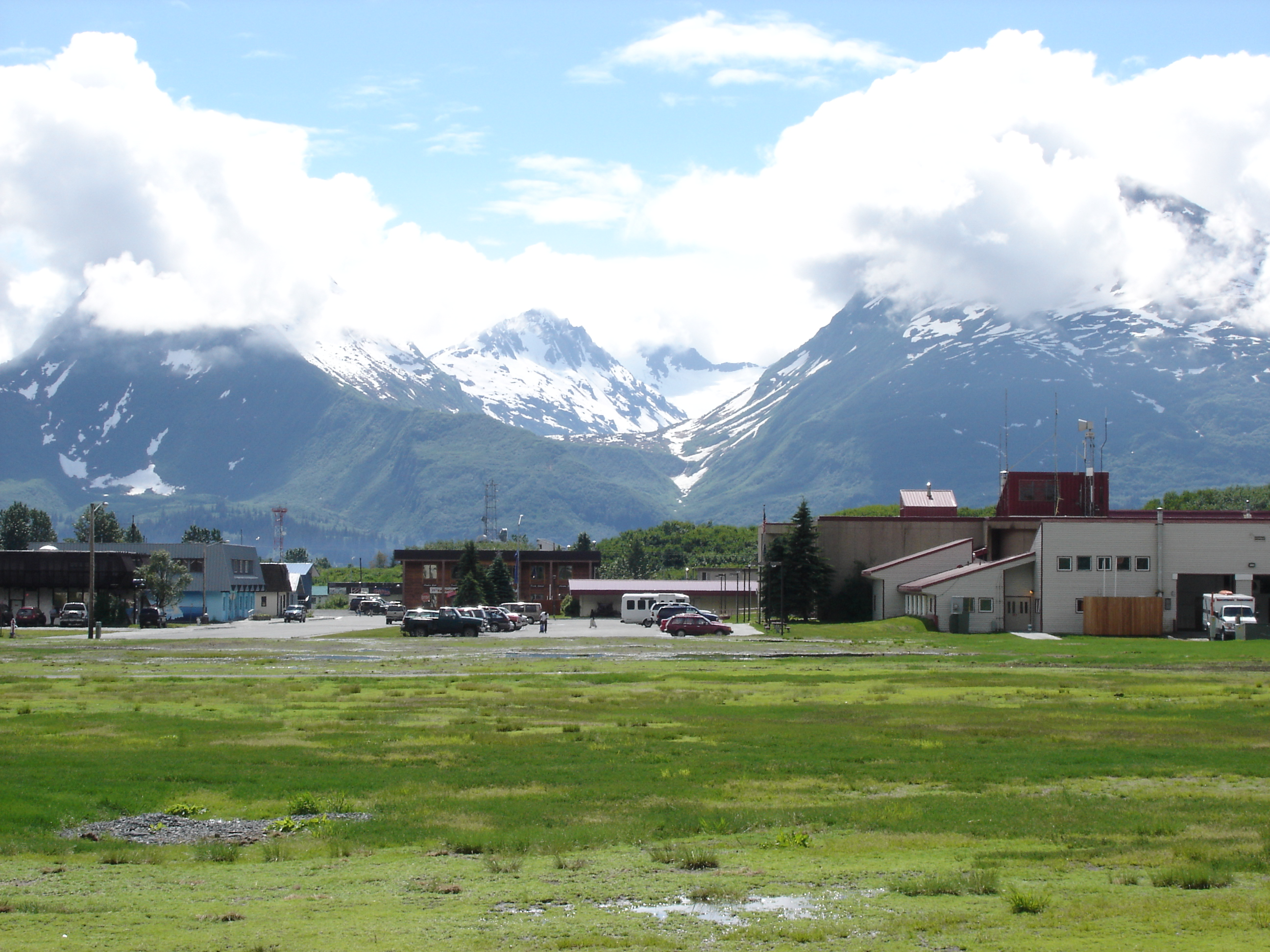
Valdez anno 2005

Valdez is een plaats (city) in de Amerikaanse staat Alaska, en valt bestuurlijk gezien onder Valdez-Cordova Census Area.

## Demografie
Bij de volkstelling in 2000 werd het aantal inwoners vastgesteld op 4036.
In 2006 is het aantal inwoners door het United States Census Bureau geschat op 3996, een daling van 40 (−1,0%).

## Geografie
Volgens het United States Census Bureau beslaat de plaats een oppervlakte van
717,6 km², waarvan 574,9 km² land en 142,7 km² water.

## Plaatsen in de nabije omgeving
De onderstaande figuur toont nabijgelegen plaatsen in een straal van 96 km rond Valdez.

## Valdez olieterminal
Begin 70'er jaren kwam in het noorden van Alaska de olieproductie op gang vanuit het reuzeveld bij Prudhoe Bay.
Om deze olie te transporteren werd besloten een pijplijn van 1300 kilometer aan te leggen van het uiterste noorden naar de zuidelijke, ijsvrije, havenplaats Valdez: de Trans-Alaska pijpleiding. Deze heeft een diameter van 48 inch (122 cm) en heeft in totaal meer dan 8 miljard dollar gekost. De aanleg van de leiding duurde langer dan verwacht en medio 1977 kwam de eerste olie aan in de nieuwe olieterminal bij Valdez. Vandaar wordt de olie verder vervoerd naar raffinaderijen, onder andere, aan de Amerikaanse westkust.
In de terminal wordt de aangevoerde olie opgeslagen in 18 opslagtanks elk met een capaciteit van 500.000 vaten. De totale capaciteit is dus ruim 9 miljoen vaten olie. Er zijn ligplaatsen voor vier olietankers. De bouw van de terminal heeft destijds 1,4 miljard dollar gekost. Vanuit deze haven is de Exxon Valdez vertrokken die is verongelukt en een grote milieuramp heeft veroorzaakt.